# 長牆

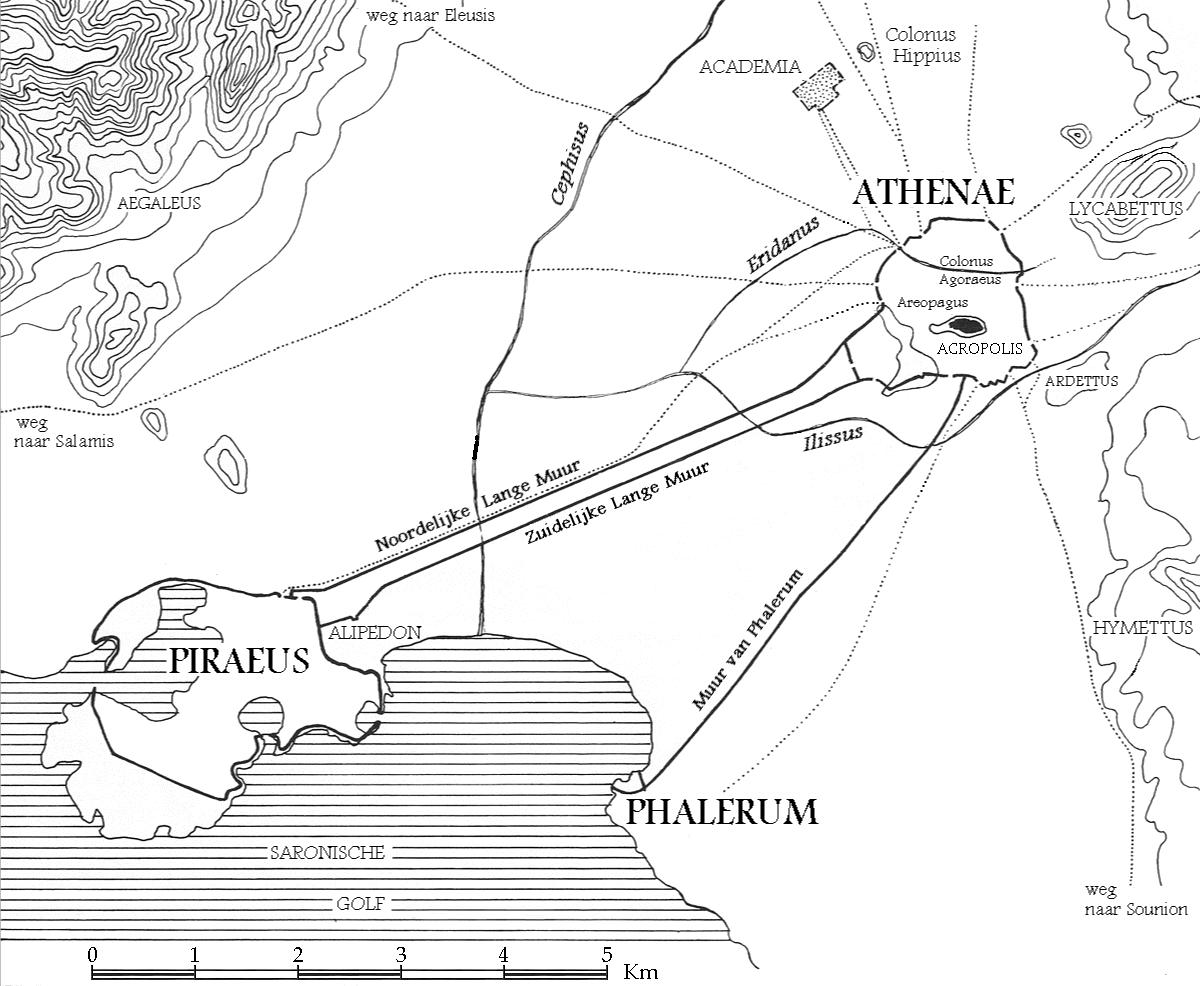
古代雅典

長牆 通常是指連接雅典及其外港比雷埃夫斯和法勒魯姆的城牆。這座城牆分多個階段修建，全長約6公里。